# Рубанка (станція)
Рубанка (до 1902 року — Дмитрівка) — проміжна залізнична станція 5-го класу Полтавської дирекції Південної залізниці на неелектрифікованій лінії Лохвиця — Бахмач-Пасажирський між станціями Григорівка (13 км) та Блотниця (12 км). Розташована в селищі Дмитрівка Ніжинського району Чернігівської області.

## Історія
Станція відкрита 1874 року під первинною назвою Дмитрівка. Сучасна назва — з 1902 року.

## Пасажирське сполучення
На станції Рубанка зупиняються приміські поїзди сполученням  Бахмач — Ромни — Ромодан.